# Ян Б'єрклунд
Ян А́рне Б'є́рклунд (швед. Jan Arne Björklund; нар. 18 квітня 1962, Шене, лен Вестра-Йоталанд, Швеція) — шведський політик. Лідер Ліберальної народної партії з 2007 до 2019 року. Посол Швеції в Італії з 1 вересня 2020 року. Міністр освіти з 2007 до 2014 року та заступник прем'єр-міністра в шведському уряді з 2010 до 2014 року.